# Blank
Blank é uma série de televisão atológica  norueguesa que lida com a vida de vários jovens depois do ensino médio.
 A série é produzida pela NRK Entertainment e publicada em tempo real no P3, seguindo o mesmo formato de Skam, que se tornou um sucesso em todo o mundo. O primeiro clipe da série foi publicado em 14. abril de 2018. Os clipes lançados durante a semana são apresentados em capítulos completos aos domingos.
A primeira temporada foi lançada entre abril e junho de 2018. A segunda temporada será lançada no outono de 2018.

## Elenco e personagens

### 1.ª Temporada
- Cecilie Amlie Conesa como Ella Correia Midjo
- Maria Sunniva Aasen Sandvik como Susanne Gressum
- William Greni Arnø como Mats Danielsen
- Mette Spjelkavik Enoksen como Louise
- Johan Hveem Maurud como Ragnar Henrikhaugen
- Kashayar Afshar como Parsa
- Ada Eide como Guro
- Jakob Fort como Simen Molstad

### 2.ª Temporada
- Ayyuce Kozanli como Zehra Demir
- Aima Hassan como Amina Iqbal
- Zoha Najeeb como Nadiya
- Sjur Vatne Brean como Martin
- Magnus Romkes Wold como Petter Heen
- Malin Landa como Celine
- Kristine Thorp como Selma

## Episódios

### Resumo
| Temporada | Temporada | Episódios | Exibição original    | Exibição original   |
| Temporada | Temporada | Episódios | Estreia da temporada | Final da temporada  |
| --------- | --------- | --------- | -------------------- | ------------------- |
|           | 1         | 9         | 14 de abril de 2018  | 24 de junho de 2018 |
|           | 2         | 9         | 31 de março de 2019  | 2 de junho de 2018  |

### 1.ª Temporada
A primeira temporada da série é focada em Ella uma jovem de cerca de 19 anos, que passa seu primeiro ano após o ensino médio em Oslo, juntamente com sua amiga Susanne e seu namorado Mats.
| Número | Título (Tradução livre)                                         | Duração | Estreia             |
| ------ | --------------------------------------------------------------- | ------- | ------------------- |
| 1      | "Skål for ung kjærlighet (Felicidades para o amor jovem)"       | 43 min  | 22 de abril de 2018 |
| 2      | "Sees aldri (Nunca vi)"                                         | 28 min  | 29 de abril de 2018 |
| 3      | "Uten mål og mening (Sem metas e significado)"                  | 28 min  | 7 de maio de 2018   |
| 4      | "Opprørsstemning' (Rebelião do humor)"                          | 33 min  | 13 de maio de 2018  |
| 5      | "Som om ingenting har skjedd (Como se nada tivesse acontecido)" | 17 min  | 18 de maio de 2018  |
| 6      | "Glad vi ikke krangler (Fico feliz que não discutimos)"         | 16 min  | 3 de junho de 2018  |
| 7      | "Vet bare én ting (Apenas conheça uma coisa)"                   | 28 min  | 10 de junho de 2018 |
| 8      | "Livet går videre (A vida continua)"                            | 25 min  | 17 de junho de 2018 |
| 9      | "Ella Correia Midjo"                                            | 25 min  | 24 de junho de 2018 |

### 2.ª Temporada
A segunda temporada da série é focada em Zehra uma jovem de 19 anos. Ela mora em casa e estuda farmácia em OsloMet com sua melhor amiga Amina.
| Número | Título (Tradução livre)                                   | Duração | Estreia             |
| ------ | --------------------------------------------------------- | ------- | ------------------- |
| 1      | "Bare god stemning (Apenas bom humor)"                    | 26 min  | 31 de março de 2019 |
| 2      | "Dritt er veien til gull (Merda é o caminho para o ouro)" | 24 min  | 7 de março de 2019  |
| 3      | "Verden er skada (O mundo está ferido)"                   | 20 min  | 14 de abril de 2019 |
| 4      | "Møtes ute (Conheça fora)"                                | 18 min  | 21 de abril de 2019 |
| 5      | "Spole tilbake (Rebobinar)"                               | 19 min  | 12 de maio de 2019  |
| 6      | "Spole tilbake (Rebobinar)"                               | 19 min  | 12 de maio de 2019  |
| 7      | "Litt skummelt (Um pouco assustador)"                     | 19 min  | 19 de maio de 2019  |